# Athanasios Balilis
Athanasios Balilis –en griego, Αθανάσιος Βαλίλης– es un deportista griego que compitió en taekwondo. Ganó una medalla de bronce en el Campeonato Mundial de Taekwondo de 2001, en la categoría de –72 kg.

## Palmarés internacional
| Campeonato Mundial | Campeonato Mundial   | Campeonato Mundial | Campeonato Mundial |
| Año                | Lugar                | Medalla            | Categoría          |
| ------------------ | -------------------- | ------------------ | ------------------ |
| 2001               | Jeju (Corea del Sur) | Medalla de bronce  | –72 kg             |